# Estero Guaquén
Estero Guaquén är ett vattendrag i Chile.   Det ligger i regionen Región de Valparaíso, i den centrala delen av landet, 140 km nordväst om huvudstaden Santiago de Chile.
Omgivningarna runt Estero Guaquén är i huvudsak ett öppet busklandskap. Runt Estero Guaquén är det ganska glesbefolkat, med 29 invånare per kvadratkilometer.